# Xaxim
Xaxim este un oraș din statul Santa Catarina (SC), Brazilia.